# 鷹君中心
鷹君中心是香港的一座寫字樓，位處香港灣仔港灣道23號，樓高33層，於1983年落成，鄰近香港會議展覽中心、灣仔碼頭、港鐵會展站等地點。

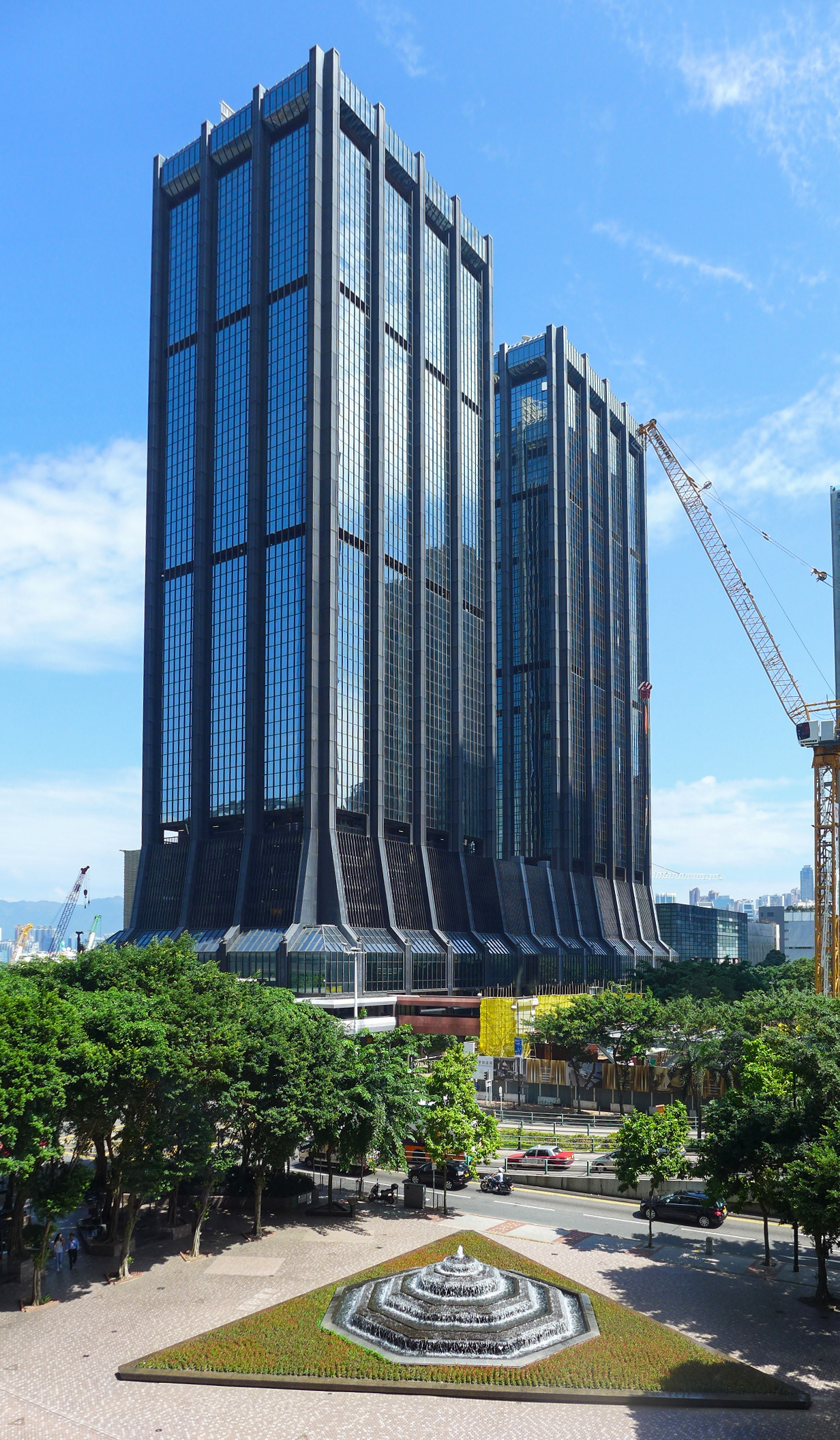
鷹君中心

大樓內除設有鷹君集團的總部、冠君產業信託的辦事處外，亦有國家領事館，包括捷克駐港總領事館。

## 鄰近
- 海港中心
- 香港會議展覽中心
- 灣仔碼頭
- 會展站
- 華潤大廈
- 港灣道花園
- 新鴻基中心
- 中環廣場
- 入境事務大樓
- 稅務大樓
- 灣仔政府大樓

## 外部連結
- 鷹君集團官方資料